# (97) Clotho
Pour les articles homonymes, voir Clotho (homonymie).
(97) Clotho, désignation internationale (97) Klotho, est un astéroïde de la ceinture principale d'astéroïdes découvert par Ernst Tempel le 17 février 1868 à Marseille.

## Description
(97) Clotho présente une orbite caractérisée par un demi-grand axe de 2,67 UA, une excentricité de 0,25 et une inclinaison de 11,8° par rapport à l'écliptique. Son diamètre a été estimé par l'IRAS à 82,83 km,.

## Étymologie
Cet astéroïde est nommé en référence à Clotho.